# Dobbeltskatten fra Assens
Dobbeltskatten fra Assens er et depotfund bestående af tre lerkrukker med sammenlagt knap 17.000 mønter fra middelalderen, som blev fundet i Assens.
Skatten blev fundet på gårdspladsen i Store Kirkestræde nr. 7 i to omgange; i 1855 fandt man én lerpotte med 8378 mønter, og den 13. juni 1953 fandt man yderligere to lerpotter med 5672 og 2910 mønter i forbindelse med nedgravning af gas og vandrør. Den indeholdt sammenlagt 16.960 danske penninge, der dog var i en meget fortyndet sølvlegering. Mønterne i skatten er slået under Erik Glipping, Erik Menved, Christoffer 2. og Valdemar 3. Omkring en femtedel af mønterne var af samme type under Erik Menved, mens kun en meget lille del var slået under Christoffer 2.
Den er sandsynligvis nedlagt i årene efter 1325.